# Hanna Bezsonova
Hanna Volodymyrivna Bezsonova (Oekraïens: Ганна Володимирівна Безсонова, Russisch: Анна Владимировна Бессонова/Anna Vladimirovna Bessonova) (Kiev, 29 juli 1984) is een voormalig Oekraïens ritmisch gymnaste. Ze won een bronzen medaille op de Olympische Zomerspelen van 2004 en 2008. Ze is de dochter van voetballer Volodymyr Bezsonov. Haar moeder Viktoria, is tweevoudig wereldkampioen in de ritmische gymnastiek.

## Olympische Zomerspelen
| Jaar | Plaats | Resultaten           |
| ---- | ------ | -------------------- |
| 2004 | Athene | Individuele meerkamp |
| 2008 | Peking | Individuele meerkamp |

## Wereldkampioenschappen
| Jaar | Plaats      | Resultaten                                               |
| ---- | ----------- | -------------------------------------------------------- |
| 2001 | Madrid      | Team meerkamp · Hoepel · Bal · Meerkamp · Touw           |
| 2002 | New Orleans | Meerkamp · Bal · Lint · Team meerkamp                    |
| 2003 | Boedapest   | Hoepel · Knotsen · Meerkamp · Bal · Lint · Team meerkamp |
| 2005 | Bakoe       | Team meerkamp · Meerkamp · Touw · Bal · Knotsen · Lint   |
| 2007 | Patras      | Team meerkamp · Knotsen · Lint · Hoepel                  |
| 2009 | Mie         | Lint · Meerkamp · Touw · Bal                             |